# Cartulaire de l'évêché de Carpentras
Le cartulaire de l’évêché de Carpentras, déposé à la Bibliothèque Inguimbertine de cette ville, comprend trois volumes reliés en basane verte. Il renferme 498 actes sur parchemin rangés par ordre méthodique qui vont de 868 à 1690.

## Le contenu des chartes
Le cartulaire de l’évêché indique dans une copie d'acte datée de 875, qu'au cours de son règne le roi Charles de Provence, confirma qu'il avait été fait don à Jean, évêque de Carpentras, alors réfugié à Venasque, de vastes domaines incluant la villa Unango avec « ses dépendances, esclaves, terres et vignes ».
Le pape Grégoire X nomma Guillaume de Villaret recteur du Comtat Venaissin le 27 avril 1274 pour affirmer ses droits sur le Comtat, face aux revendications de Philippe le Hardi, roi de France. Pierre Rostaing, évêque de Carpentras, fut le premier à rendre hommage au représentant du pape dans le Comitatus Venaissini. Cet allégeance fait partie des actes du cartulaire de Carpentras.
Le cartulaire indique qu'en 1447 Saint-Pierre de Monestrol, prieuré sis à Bédoin, fit partie des églises convoquées par Barthélemi Vitelleschi, évêque de Carpentras au synode de Pâques. Mais il n'y avait aucun prieur nommé.